# Rickenbach LU
| LU ist das Kürzel für den Kanton Luzern in der Schweiz. Es wird verwendet, um Verwechslungen mit anderen Einträgen des Namens Rickenbach zu vermeiden. |

Rickenbach ist eine politische Gemeinde im Wahlkreis Sursee des Kantons Luzern in der Schweiz.

## Geographie
Die Gemeinde liegt rund 20 km nordwestlich der Kantonshauptstadt Luzern und 6,2 km nordöstlich von Sursee an der Grenze zum Kanton Aargau. Im Westen des Dorfs erhebt sich der Butteberg (796 m ü. M.), im Norden der Stierenberg (872 m ü. M.) und im Südosten der Bogeten (766 m ü. M.). Die Siedlung mit mehreren Ortsteilen liegt in einem hochgelegenen Talkessel. Westlich des Buttebergs liegt 1,3 km vom Dorf entfernt der Weiler Niederwetzwil (720 m ü. M.), bei dem der Sagenbach entspringt. Westlich des Weilers erhebt sich die Honig (802 m ü. M.). Diese ist mit dem Seckwald stark bewaldet. Der Sagenbach fliesst in nördlicher Richtung vorbei an den Weilern Sagen (1,7 km nordwestlich des Dorfs; 658 m ü. M.), Mullwil (2,4 km nordwestlich des Dorfs; 650 m ü. M.) und Bohler (3,1 km nordwestlich des Dorfs; 638 m ü. M.). Dort mündet von links der Rötelbach ein, der teilweise die Nordgrenze der Gemeinde bildet. Westlich von Bohler liegt der grosse Grütwald. Gleich nordöstlich des Dorfes liegt der Weiler Rüchlig (682 m ü. M.). Am Süd- und Westhang des Stierenbergs findet man die Häusergruppe Vorder-Stierenberg (1,6 km nordnordöstlich vom Dorf; 775 m ü. M.) und den Weiler Hinter-Stierenberg (1,8 km nördlich des Dorfs; 804 m ü. M.). Die östlichste Siedlung der Gemeinde ist der Ortsteil Niederwil an der Grenze zum Kanton Aargau. Er liegt 1,3 km nordöstlich des Dorfes auf 671 m ü. M. Durch Niederwil fliesst der namensgebende Rickenbach.
Vom Gemeindeareal mit 1179 ha werden 55,8 % landwirtschaftlich genutzt. 31,4 % sind bewaldet. und 12,6 % sind Siedlungsfläche (Stand 2015/16).
Rickenbach grenzt an die luzernischen Gemeinden Beromünster, Geuensee und Schlierbach sowie an Gontenschwil, Menziken, Reinach und Schmiedrued im Kanton Aargau.

## Bevölkerung
Von 1798 bis 1850 wuchs die Zahl der Bewohner (+ 27,9 %). Anschliessend setzte bis 1900 eine grosse Abwanderungsbewegung Richtung Industriezentren ein (1850–1900: − 19,5 %). Die zwei nächsten Jahrzehnte brachten eine Stagnation der Einwohnerschaft. Darauf folgte von 1920 bis 1941 eine Zeit mit einem starken Bevölkerungswachstum, welchem sich in den 1940er- und 1950er-Jahren ein Stillstand anschloss. Seit 1960 ist die Einwohnerzahl massiv angestiegen (1960–2004: + 76,0 %), besonders stark in den 1990er-Jahren. Die Lage in einem Talkessel, der aufgrund seiner Lage und seiner Höhe viel Sonnenschein und wenig Nebel erhält, sowie die Nähe zum regionalen Zentrum Sursee und zur Autobahn haben sicher zum Wachstum von 1960 bis 2000 beigetragen.

### Sprachen
Die Bevölkerung benutzt als Alltagssprache eine hochalemannische Mundart. Bei der letzten Volkszählung im Jahr 2000 gaben 92,32 % Deutsch, 3,52 % Albanisch und 1,39 % Portugiesisch als Hauptsprache an.

### Religionen – Konfessionen
Früher waren alle Bewohner Mitglied der Römisch-Katholischen Kirche. Durch Kirchenaustritte und Zuwanderung aus anderen Regionen der Schweiz und dem Ausland hat sich dies geändert. Heute (Stand 2000) sieht die religiöse Zusammensetzung der Bevölkerung wie folgt aus: Es gibt 75,81 % römisch-katholische, 9,82 % evangelisch-reformierte und 0,89 % orthodoxe Christen. Daneben findet man 6,69 % Muslime und 2,73 % Konfessionslose.

### Herkunft – Nationalität
Ende 2022 waren von den 3564 Einwohnern 2889 Schweizer und 675 (= 18,9 %) Ausländer. Die Einwohnerschaft bestand aus 81,1 % Schweizer Staatsbürgern. Ende 2022 stammten die ausländischen Einwohner aus Deutschland (145 Personen), dem Kosovo (113), Portugal (95), Serbien (51), Italien (48), Nordmazedonien (18) und der Türkei (14). 134 Personen stammten aus dem übrigen Europa, und 61 waren aussereuropäischer Herkunft.

## Geschichte

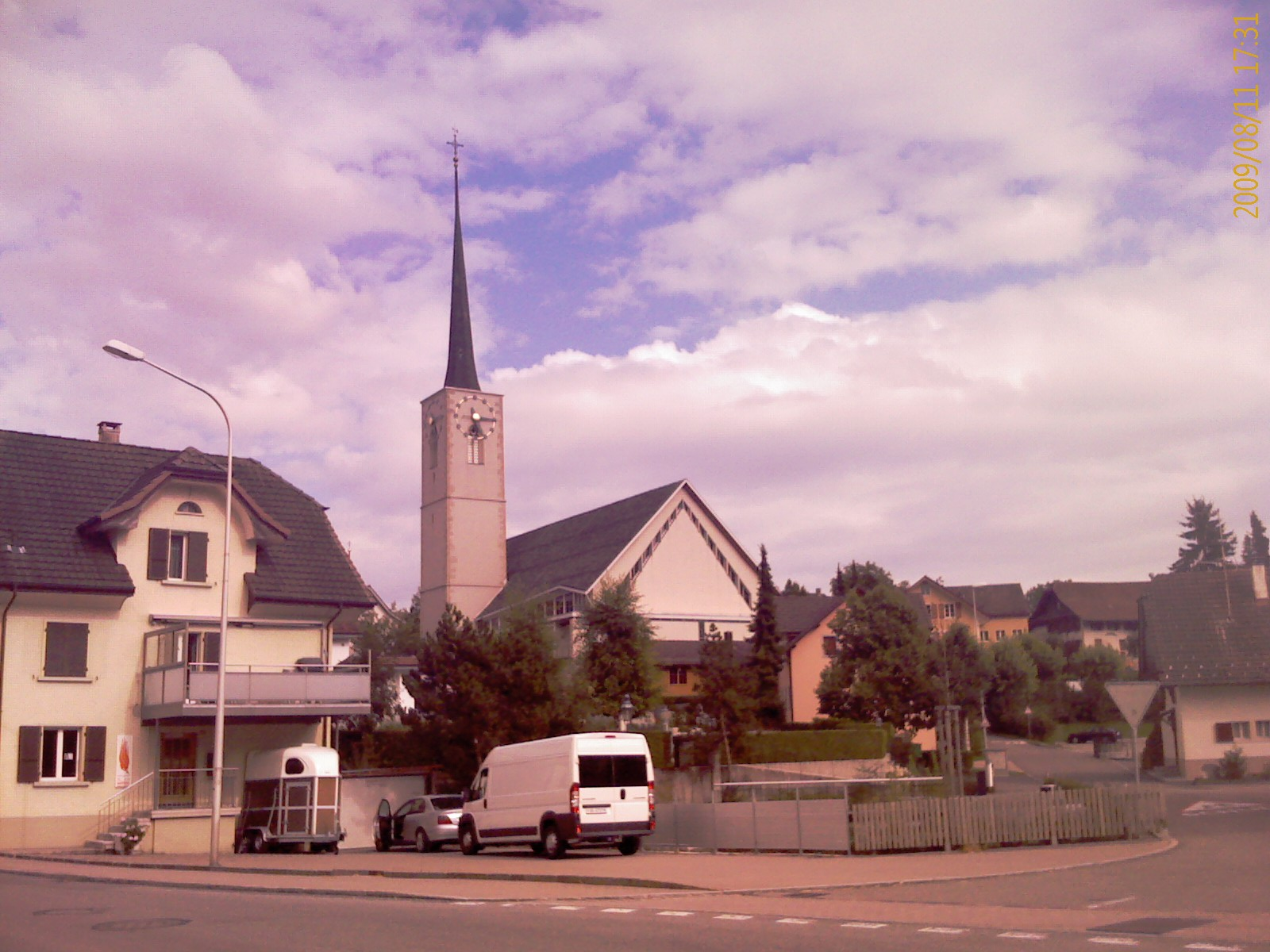
Kirche Rickenbach

Luftbild (1964)

Münzen und Gebäudeüberreste aus römischer Zeit und ein alemannisches Gräberfeld weisen auf frühe Besiedlung hin. Erstmals erwähnt wird Richenbach in einer Streitschlichtungsurkunde zwischen dem Chorherrenstift Beromünster und einem Bürger aus Zofingen aus dem Jahre 1210. Im 13. und 14. Jahrhundert gehört die Gemeinde den Edlen von Reinach, welche die Verwaltung allerdings Anderen überlassen. Am 15. September 1464 verkauft Hans Erhart von Reinach den Ort an die Stadt Luzern, welche die Gemeinde dem Michelsamt zur Verwaltung zuteilt. Von 1798 bis 1803 gehört sie zum Distrikt Münster, danach zum neu geschaffenen Amt Sursee.
Per 1. Januar 2013 fusionierte Rickenbach mit der ehemaligen Gemeinde Pfeffikon.

## Politik

### Gemeinderat
Der Gemeinderat Rickenbach besteht aus fünf Mitgliedern und ist wie folgt aufgestellt (Stand März 2024):
- Adrian Häfeli: Gemeindepräsident, Ressort Präsidiales und Ortsmarketing
- Nicole Müller-Amrein, Ressort Finanzen
- Anita Habermacher-Furrer, Ressort Bildung
- Annemieke Stössel-Lub, Ressort Soziales
- Thomas Zettel, Ressort Bau und Infrastruktur

### Kantonsratswahlen
Bei den Kantonsratswahlen 2023 des Kantons Luzern betrugen die Wähleranteile in Rickenbach: SVP 35,91 %, Mitte (mit GenMitte) 30,84 %, FDP 19,08 %, SP (mit JUSO) 6,05 %, Grüne (mit JG und GrüneKuG) 4,71 % und glp 3,41 %.

### Nationalratswahlen
Bei den Schweizer Parlamentswahlen 2023 betrugen die Wähleranteile in Rickenbach: SVP 37,9 %, Mitte 27,5 %, FDP 21,3 %, SP 5,4 %, Grüne 3,7 %, glp 2,7 %, übrige 1,5 %.

## Verkehr
Die Gemeinde hat durch die beiden Buslinien Luzern-Beromünster-Rickenbach und Beromünster-Rickenbach-Sursee Anschluss ans Netz des öffentlichen Verkehrs. Sursee liegt an der Bahnlinie Luzern-Olten und es halten dort alle Züge von der S-Bahn bis zum Schnellzug an.
Rickenbach liegt an keiner bedeutenden Strassenverbindung. Durch das nahe gelegene Strassenkreuz Beromünster ist die Gemeinde auf der Strasse trotzdem gut erreichbar. Der nächstgelegene Autobahnanschluss ist Sursee an der A2 in 10 km Entfernung.

## Persönlichkeiten
- Cherubine Willimann (1842–1914), Generalsuperiorin der Dominikanerinnen in Koblenz
- Armin Meier (* 1969), Radrennfahrer
- Priska Wismer-Felder (* 1970), Nationalrätin